# Hasse Ekman
Hasse Ekman, nome completo Hans Gösta Ekman (Stoccolma, 10 settembre 1915 – Marbella, 15 febbraio 2004), è stato un attore e regista svedese.

## Biografia
Figlio di Gösta Ekman e padre di Gösta Ekman jr..

## Filmografia parziale
- Intermezzo, regia di Gustaf Molander (1936)
- Med dej i mina armar (1940)
- Prima squadriglia (Första divisionen) (1941)
- Lågor i dunklet (1942)
- Ombyte av tåg (1943)
- Kungliga patrasket (1945)
- Fram för lilla Märta (1945)
- Medan porten var stängd (1946)
- Banketten (1948)
- Flickan från tredje raden (1949)
- La prigione (Fängelse), regia di Ingmar Bergman (1949)
- Flicka och hyacinter (1950)
- Una vampata d'amore (Gycklarnas afton), regia di Ingmar Bergman (1953)
- Gabrielle (1954)
- Ratataa, regia di Hasse Ekman (1956)
- Sjunde himlen, regia di Hasse Ekman (1956)
- Med glorian på sned (1957)
- Jazzgossen (1958)

## Riconoscimenti
- 1996 - Guldbagge
  - Premio speciale per il contributo creativo